# Parachironomus valdiviensis
Parachironomus valdiviensis är en tvåvingeart som beskrevs av Spies 2008. Parachironomus valdiviensis ingår i släktet Parachironomus och familjen fjädermyggor. Inga underarter finns listade i Catalogue of Life.